# Antharmostes papilio
Antharmostes papilio là một loài bướm đêm trong họ Geometridae.